# Johan Vävare
Johan Anders Mathias Vävare, född 23 december 1960 i Västerås, är en svensk musiker och musikproducent. Vävare spelar bland annat synthesizer och trummor och har medverkat som studiomusiker på skivor av bland andra Reeperbahn, Tomas DiLeva och Mauro Scocco. Han var medlem i Mockba Music tillsammans med bland andra Tom Wolgers. Som producent står han bakom inspelningar med bland andra Ratata, Lustans Lakejer, Bo Kaspers Orkester, Lädernunnan och Ubangi.  Han producerade även Olle Ljungströms två första album som soloartist, Olle Ljungström (1993) och Världens räddaste man (1994).
Vävare har släppt en singel under eget namn där Tomas DiLeva, Lars Demian, Iodine Jupiter med flera medverkade i en nyinspelning av Per-Martin Hambergs Nu tändas åter ljusen i min lilla stad.